# Explosión del polvorín del Pinar de Antequera
El día 21 de septiembre del año 1940 se produjo la explosión de un polvorín del Ejército de tierra en el Pinar de Antequera al sur de Valladolid (Valladolid) España. Dicha explosión dejó más de un centenar muertos y fue la mayor tragedia que aconteció tanto en la ciudad como en la provincia durante el siglo XX.

## Antecedentes
En 1940 España se encuentra una durísima posguerra puesto que a la guerra civil de tres años finalizada el año anterior que ha padecido se une también que la Segunda Guerra Mundial se encuentra en marcha, dificultando la reconstrucción. Debido a la extrema pobreza de este periodo, no es de extrañar que se sucedan todo tipo de accidentes debido a material anticuado o que estuviera mantenido deficientemente, sin cumplir las condiciones de conservación. Muchos de estos accidentes provocaron enormes pérdidas materiales y humanas.
Ejemplos de estos accidentes que se sucederían durante la década de los 40 podrían ser: el Incendio de Santander de 1941, el Accidente ferroviario de Torre del Bierzo de 1944, el hudimiento del submarino C-4, la Explosión de los polvorines de Alcalá de Henares, la Explosión de un polvorín de la Armada en Cádiz de 1947. En todos estos casos la censura franquista reaccionó de manera contundente, minimizando en lo posible los accidentes o insinuando conspiraciones de sabotaje para perjudicar al régimen franquista.

## Polvorín
El polvorín estaba formado por doce depósitos subterráneos y uno en la superficie. Los almacenes estaban construidos en piedra de granito, que al explosionar saltaron por los aires como metralla.

## Explosión
El sábado 21 de septiembre de 1940, mientras Valladolid se encuentra celebrando las fiestas de San Mateo, en torno a las 2 y media de la tarde se produce un incendio en uno de los bidones de alquitrán del polvorín situado en el Pinar de Antequera, situado a las afueras del sur de la ciudad. Tras el inicio del incendio acuden los bomberos a intentar sofocarlo y finalmente se produce la explosión del polvorín con resultados demoledores.
Hay dos teorías de lo que sucedió: la primera era que se estaba asfaltando una carretera cercana al polvorín, uno de los bidones de alquitrán de esa obra empieza a arder y el incendio se contagia al polvorín. La otra hipótesis, defendida por Javier Municio en su libro, fue que la explosión se debió a causas internas (descomposición espontánea de las pólvoras).

## Víctimas y pérdidas
La explosión dejó 106 muertos (97 militares y 9 bomberos, aunque algunos testimonios elevan la cifra a 116 fallecidos). El sonido de la explosión se oyó varios kilómetros a la redonda y en Valladolid los cristales de algunas casas se rompieron. Las piedras del polvorín saltaron por los aires y alcanzaron varios kilómetros de distancia. Se formó un cráter de 80 metros de diámetro y 23 de profundidad.
Un testigo comentó décadas más tarde:

El campo estaba lleno de cenizas y de los polvorines salía una seta muy densa de humo, muy parecida a la bomba atómica de Hiroshima. Me costaba respirar, amargaba la trilita y notaba un picor en la garganta. Por el suelo iba encontrando trozos de tela rotos y sucios y bajo ellos, trozos de carne humana; estaban totalmente calcinados.

La prensa franquista censuró duramente el incidente y un ejemplo es que en la portada del periódico regional "El Norte de Castilla" del día siguiente ni se hizo mención del hecho. El diario de tirada nacional "ABC" sólo lo mencionó con una nota a pie de página en la página 10.
Los días siguientes, algunos prisioneros de guerra iban al lugar del accidente a recuperar los restos y las ambulancias militares bajaban y subían continuamente hasta que dejaron de encontrarse miembros amputados.
Para recordar a los muertos en este accidente se levantó al año siguiente un monolito que, instalado en el Parque de Artillería del Pinar, todavía recoge los nombres de los 97 militares muertos. También se levantó una lápida en el parque de bomberos de las Eras con los nombres de los 9 fallecidos.
Posteriormente el polvorín se reconstruyó, y 10 años después, el 14 de junio de 1950 sufrió otra explosión que dejó 5 muertos y 72 heridos. Esta vez el número de víctimas fue muy inferior debido a que el polvorín había sido reconstruido subterráneo.

## Ubicación
| Fecha                    | Víctimas                 | Coordenadas                               |
| ------------------------ | ------------------------ | ----------------------------------------- |
| 21 de septiembre de 1940 | 106 muertos y 63 heridos | 41°35′05″N 4°46′15″O / 41.58472, -4.77083 |
| 14 de junio de 1950      | 5 muertos y 72 heridos   | 41°35′26″N 4°45′47″O / 41.59056, -4.76306 |